# 3307 Athabasca
3307 Athabasca è un asteroide della fascia principale del diametro medio di circa 11 km. Scoperto nel 1981, presenta un'orbita caratterizzata da un semiasse maggiore pari a 2,2592193 UA e da un'eccentricità di 0,0963110, inclinata di 6,37819° rispetto all'eclittica.